# Coxcatlán, Puebla
Coxcatlán är en kommunhuvudort i Mexiko.   Den ligger i kommunen Coxcatlán och delstaten Puebla, i den sydöstra delen av landet, 250 km sydost om huvudstaden Mexico City. Coxcatlán ligger 1 166 meter över havet och antalet invånare är 5 830.
Terrängen runt Coxcatlán är varierad. Runt Coxcatlán är det ganska glesbefolkat, med 35 invånare per kvadratkilometer. Närmaste större samhälle är Ajalpan, 16,8 km nordväst om Coxcatlán. Trakten runt Coxcatlán består till största delen av jordbruksmark.